# Serú Girán
Serú Girán es un supergrupo argentino de rock progresivo, formado en 1978 por Charly García, Pedro Aznar, David Lebón y Oscar Moro. En sus apenas cinco años de actividad, se convirtió en uno de los actos musicales más importantes en la historia de la música latinoamericana y en la evolución del rock en español, sirviendo como influencia a múltiples artistas y bandas que surgirían en los años posteriores. Además, Serú Girán sería parte de notoria atención mediática por sus declaraciones socio-políticas en contra de la dictadura militar argentina que acechaba a la Argentina durante los fines de los 70 e inicios de los 80.
Luego de que García y Lebón tuvieran un proyecto fallido en Brasil, ambos regresaron a Argentina, donde conocieron a un joven Pedro Aznar de 18 años, quien impresionó a los dos músicos por sus talentos como bajista. Moro sería el último miembro en unirse, al ser pedido por García, ya que ambos habían compartido grupo con La Máquina de Hacer Pájaros. Producidos por Billy Bond, el álbum debut de la banda, Serú Girán (1978), fue duramente criticado en su lanzamiento por los medios y el público, debido a su sonido orquestal poco convencional de la época, a pesar de que los cortes «Serú Girán», «Seminare» y «Eiti-Leda» se convirtieron en clásicos del rock argentino en los años posteriores. 
La banda decidió cambiar drásticamente su sonido por canciones más directas y simples para su siguiente trabajo, La grasa de las capitales (1979), que incluyó el controversial «Viernes 3 AM», el cual fue censurado por la dictadura militar, y fue un éxito comercial y crítico, siendo considerado uno de los mejores álbumes en la historia del rock nacional por la revista Rolling Stone. La banda continuó impulsando su crítica hacia el gobierno de facto en su tercer disco, Bicicleta (1980), y su aclamada «Canción de Alicia en el país», que le trajo aún más reconocimiento internacional y por parte del público y la crítica. Después de que lograran hacer un concierto histórico para el rock nacional, al tocar ante 70 mil personas en La Rural, Serú se separó en 1982 tras publicar Peperina (1981), y la aclamada y popular «No llores por mí, Argentina», compuesta en 1981 y lanzada en el 82 dedicada hacía el propio país y anticipando la situación tras la Guerra de las Malvinas de ese mismo año.
Diez años después de su separación, los cuatro miembros volvieron a juntarse para lanzar su quinto y último álbum, Serú '92 (1992), que se convirtió en su álbum más exitoso, con 200 mil copias vendidas, y también lograron convertirse en la primera banda local en hacer un concierto en el Estadio Monumental, con dos fechas que fueron sold-out con una histórica marca de 160 mil tickets vendidos. Esa sería la última vez que los cuatro miembros estarían juntos, teniendo reuniones espóradicas en los siguientes años, hasta la muerte de Moro en 2006.

## Historia

### 1977-1978: los comienzos
Serú Girán nació luego de la separación de La Máquina de Hacer Pájaros, banda organizada por Charly García en su etapa posterior a Sui Géneris. Junto con David Lebón, Charly viajó en 1978 a Búzios, a 170 km al este de Río de Janeiro (Brasil), con la idea de componer material para un nuevo disco. Con el dinero recaudado en el Festival del Amor (Luna Park, 11 de noviembre de 1977) alquilaron una casa por tres meses en Buzios. Por no tener dinero suficiente para pagar los impuestos de importación a Brasil, todos los equipos que llevaban quedaron en la aduana. A los dos meses, Charly regresó a Buenos Aires para arreglar contrato con Oscar López y Billy Bond. Una noche, en un bar donde se presentaba Pastoral, Charly quedó fascinado con la habilidad de Aznar en el bajo. Esperó a que terminara la actuación y fue a buscarlo a los camarines. No fue necesaria mucha charla para que Pedro aceptara viajar a Brasil e incorporarse al grupo en gestación. «...Cuando lo vi a Pedro pelar el bajo, se me cayó la mandíbula hasta la rodilla. Pensé: este pibe es muy bueno, es casi mejor que yo», recuerda en tono de broma Lebón (Clarín, 3 de mayo de 1992).
Luego se les uniría Oscar Moro, quien había sido baterista de La Máquina de Hacer Pájaros y, antes, del legendario grupo Los Gatos. Con el dinero recibido como anticipo del contrato, García costeó todos los pasajes a San Pablo. Allá se reunirían con Lebón. Billy Bond and the Jets estaba formada por Billy Bond, Charly García, David Lebón, Pedro Aznar y Oscar Moro. Editaron un solo disco en donde se encuentran temas como «Discoshock» (letra y música de Charly), «32 macetas» (letra y música de Lebón), y «Loco, no te sobra una moneda» (letra y música de Charly). Al final, Billy Bond desarmó el proyecto y quedó conformado Serú Girán.

Esa misma noche tocamos por primera vez juntos y decidimos armar Serú Girán.
Charly García

Pese a los problemas económicos, fue una etapa muy creativa y fructífera: compusieron más de quince temas, se seleccionaron los mejores para el primer disco. Las sesiones de grabación comenzaron en los estudios El Dorado, de San Pablo, y culminaron en ABC Recording Studios de Los Ángeles (Estados Unidos). 
La primera presentación en vivo de Serú Girán tuvo lugar en el Riachuelo, a bordo de un barco anclado. Este recital ―al cual solo asistieron periodistas, músicos y amigos― tenía la finalidad de observar la respuesta de la crítica especializada. Esa noche el grupo se mostró sólido y contundente, lo que parecía abriría las puertas del público masivo. 
El debut en vivo de la banda ante el público porteño ocurrió dos semanas después, el 28 de julio de 1978, en el estadio Luna Park, en el Festival de la Fundación de la Genética Humana, junto a Nito Mestre, Pastoral, León Gieco y otros. El sonido fue malo y mucha gente les arrojó las pilas de los grabadores que habían llevado para registrar el momento.
Viajaron a Estados Unidos para mezclar el disco Serú Girán (1978), en el cual contaron con la colaboración de Daniel Goldberg, quien tenía a su cargo los arreglos musicales y la dirección de la orquesta de 24 músicos que participó en algunos temas como «Eiti Leda» o «Serú Girán». La complejidad armónica de este proyecto demuestra que, desde el comienzo, las ambiciones que tenían apuntaban mucho más alto que la de la mayoría de los músicos nacionales del momento. El resultado final del disco los entusiasmó: sonaba como una fusión de jazz rock con música brasilera. Pedro recuerda: «...cuando apareció ese álbum, la prensa le dio una importancia infernal, se creó todo un caso... había un inmovilismo total». La revista Pelo, una de las publicaciones especializadas de la época, decía:

Serú Girán es un álbum compacto, extremadamente pulido en su producción, a pesar de lo cual suena menos armado que La Máquina de Hacer Pájaros. (...) Serú Girán debuta con un buen álbum. Una música que trasluce los nuevos horizontes de García y sus nuevos compañeros de ruta.
Revista Pelo, n.º 104

Los comienzos fueron difíciles: era 1978 y el primer disco no convencía a un público escéptico aunque ofrecía exitosos temas como «Seminare» y «Eiti Leda», que se convirtieron en himnos. De regreso, hacia fin de 1978 estrenaron de manera oficial el Estadio Obras (el 3 de noviembre), con orquesta (sección de cuerdas y vientos) y circuito cerrado de televisión. En la parte trasera del escenario, una pantalla gigante mostraba a los músicos dirigiéndose a escena. David, Pedro y Oscar salieron vestidos de blanco, mientras que Charly eligió una malla negra, saco y zapatillas. El comienzo del recital, con la orquesta a pleno interpretando la poderosa introducción del tema «Serú Girán», presagiaba una noche inolvidable. No fue así. Cuando tocaron el tema «Disco shock» ―una sátira de la música disco, tan en boga en el momento― la gente creyó que era en serio y, tras un coro de silbidos, empezaron a pedirle a García el «Blues del levante», el tema que había compuesto con motivo de la despedida de Sui Generis. El público quedó desconcertado y el resto del recital transcurrió ante la indiferencia general. La gente no había entendido.
Las críticas de los medios contra la banda arreciaron. El diario La Opinión publicó que eran lo peor que había en la Argentina, y sostenía que tenían «voces homosexuales». Estas declaraciones eran la culminación de una campaña de desprestigio que había tenido lugar contra García, mientras el grupo ensayaba en Brasil. La vanguardia de esa campaña había sido el titular: «Charly García, ¿ídolo o qué?».

### 1979: «Grasa de las capitales»
Un año más tarde, apareció La grasa de las capitales con un cambio en la temática sonora: las canciones son más directas, los instrumentos suenan en un primer plano sin el agregado de cuerdas. La tapa del álbum remedaba burlona las de la popular revista Gente, presentando a los músicos como miembros de una incongruente y ficticia farándula (Moro como carnicero; Aznar, oficinista) anunciando el romance de uno de ellos con "Olivia Neutron-Bomb" (cf. Olivia Newton-John la estrella internacional del momento y pareja de John Travolta en la por entonces exitosa película comercial "Grease"). Un fragmento del primer tema parodia la por entonces triunfante música disco y el espíritu del título critica la superficialidad de la sociedad (la palabra "grasa" en el lunfardo de Buenos Aires significa "vulgar", "ordinario") dentro del conflicto que por entonces enfrentaba a la "música comercial" (como la música disco) versus estilos más ambiciosos en lo letrístico o musical como el rock sinfónico o progresivo. Una de las canciones, Viernes 3 AM, sería censurada en las radios por 'incitar al suicidio'. Este disco catapultó a Serú Girán como uno de los grupos más populares de la época en Argentina.
La crítica de la revista Pelo a este disco fue positiva:

La grasa... es un disco que va a tener admiradores y detractores igualmente incondicionales. Por un lado, estarán los que darán la bienvenida a un García que abandonó la complejidad y retorna a la temática de la crítica social que tan bien desarrolló anteriormente. Y por el otro, habrá quienes condenen esta simplicidad como falta de progreso. Pese a todo, es uno de los trabajos más logrados del año.
Revista Pelo, n.º 122

Los rumores de separación quedaron desacreditados con la presentación del LP, a lo largo de seis funciones en el auditorio Buenos Aires, previa gira por las ciudades de Córdoba, San Luis y Mendoza. Tras la experiencia frustrante del comienzo, prefirieron no exponerse y escogieron un lugar pequeño.
La presentación comenzó en la oscuridad, mientras se escuchaba la sincronía de labios del coro de introducción al tema «La grasa...». Acto seguido, se encendieron las luces y la banda irrumpió en el escenario. Los temas más festejados fueron «Viernes 3 AM», «Perro andaluz» y «Los sobrevivientes». También hubo lugar para la nostalgia: «Seminare» y «Eiti-Leda» obtuvieron el reconocimiento durante los bises. A fuerza de recitales y tenacidad, Serú logró revertir las opiniones de la crítica y del público. Allí comenzó a gestarse el fenómeno masivo que persiste.

### Principios de los años ochenta: «Bicicleta» y éxito masivo
En 1980 vio la luz Bicicleta, un disco que relató con delicada y admirable exactitud la realidad argentina de una época política nada fácil bajo la dictadura: «Canción de Alicia en el país» y «Encuentro con el diablo» son las canciones que mejor exponen aquella realidad. En «Canción de Alicia», García pinta la realidad argentina mediante metáforas que los censores no captaban. «Bicicleta» también contiene la nostalgia de Charly en composiciones como «A los jóvenes de ayer» y «Mientras miro las nuevas olas». Años más tarde se recordaría este tercer disco como lo mejor de la agrupación, incluso comparado con Abbey Road, el transformador duodécimo LP de los Beatles. Sin embargo, en ese entonces, los medios «especializados» no le atribuyeron tanta importancia.

...el tercer álbum de Serú Girán probablemente recorrerá el camino del éxito que tuvieron los anteriores, pero es difícil que Bicicleta represente plenamente el poderío de esta banda. (...) Serú Girán llegó al máximo de sus posibilidades sobre un escenario, pero todavía le falta andar mucho camino en los estudios.
Revista Pelo, n.º 139

Bicicleta ―nombre que en un principio García había propuesto para el grupo, pero que fue rechazado por el resto― fue presentado en el estadio Obras, el 6 y 7 de junio de 1980. El disco iba a ser doble e implicó un cambio escénico significativo para el rock nacional. Tocaron el tema «José Mercado», que luego se publicaría en Peperina —su cuarto LP—, que alude a José Alfredo Martínez de Hoz, por entonces ministro de Economía de la Dictadura de Videla, y es una crítica satírica a la apertura importadora. En el escenario, había ruedas de bicicleta, conejos y flores, lo que llamó la atención de público y prensa, por ser el primer grupo que tenía alguna preocupación por la puesta en escena. Serú Girán había delegado la responsabilidad escenográfica a Renata Schussheim, una vieja amiga de García. A partir de Bicicleta, Serú Girán comenzó con sus grandes conciertos.
Un mes después, en agosto de 1980, se presentaron en el Rio Jazz Monterrey Festival, en Río de Janeiro, donde los representantes argentinos siempre estaban más vinculados al jazz o al tango que al rock progresivo que proponía Serú. Ese año, el concierto se dividió: En la primera parte, se presentaban Serú, el guitarrista Pat Metheny y George Duke. El éxito obtenido por los argentinos fue tal, que los organizadores les ofrecieron tocar en la segunda ―la principal― junto a John McLaughlin, Hermeto Pascoal, Egberto Gismonti y Weather Report.

Cuando tocaba McLaughlin, la gente patinaba y le tiraba avioncitos de papel. ¡Yo me quería morir! Si a McLaughlin le hacían eso, a nosotros nos achuraban.
Charly García

Esa predicción resultó errónea. La principal razón de la respuesta favorable residió en la variedad de matices en sus temas y algunos de marcada cadencia que invitaba al baile.
Este festival marcó dos hechos importantes para el grupo. Por un lado, se hicieron conocer y dejaron una muy buena impresión entre los cariocas, hecho destacado incluso por la prensa argentina (Clarín, 28 de agosto de 1980). Por el otro, allí fue donde Pat Metheny conoció a Aznar.

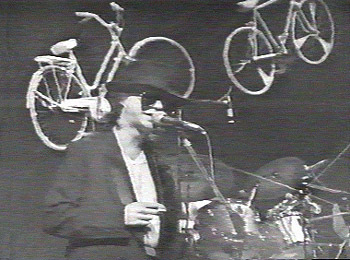
David Lebón en la presentación de Bicicleta.

Antes de terminar el año, otros dos hitos en el rock nacional tendrían como protagonistas al grupo. El primero, fueron los dos recitales (12 y 13 de septiembre) en los que tocaron junto a Spinetta Jade. Es un hecho histórico que dos grupos de semejante magnitud compartieran escenario. Cuando apareció Luis Alberto Spinetta y arrancó con el tema de Sui Generis «Cuando ya me empiece a quedar solo», la gente entendió que no se encontraba ante un recital común. Luego, de la oscuridad, surgió Charly con el tema «Que ves el cielo». Bajo un clima enfervorizado, Lebón interpretó «Música del alma». Luego, entraron los demás: Aznar y Moro, por un lado, Spinetta, Pomo, Satragni; más Rapoport y Del Barrio por el otro. Juntos tocaron temas de la agrupación del Flaco, y la gente aplaudió a rabiar. El recital se cerró con los dos grupos sobre el escenario interpretando «El mendigo en el andén» y «Crisálida».
La actuación de Jade fue muy aplaudida, pese a su difícil estilo. Fue notorio el esfuerzo de Spinetta por lograr mayor simpleza en su música, para que el público de Obras pudiera entender su mensaje. Serú Girán, en cambio, fue ovacionado desde el comienzo, dejando en evidencia el increíble sentimiento que tenía con la gente.
El 30 de diciembre de 1980, el supergrupo brindó en La Rural un histórico recital gratuito, a cargo del canal estatal ATC, organizador del ciclo «Música prohibida para mayores». Serú Girán reunió más de 60.000 personas, fue el primer grupo argentino que reunió esa cantidad de público. 
«...El picadero de la Rural estaba abarrotado. Una compacta cola (...) llegaba hasta la estación Pacífico. Aunque la policía no encontraba clave alguna en la letra de «Alicia en el país», repetida hasta el cansancio, igual retuvo a un puñado de muchachos. Los productores negociaron y finalmente ese 30 de diciembre no hubo detenidos» (Ramos/Lejbowicz, pág. 23). 
García comentaba: «...con este asunto de ir a los recitales y que te lleve la cana, la gente al final se da cuenta de que lo único que te pasa es que vas a dormir en una comisaría, pero que nadie puede parar toda la onda» (revista Humor, 1981).
Más tarde, Freddie Mercury confesó al tabloide británico The Sun, que una de las razones que terminó de convencer a los integrantes de Queen de venir a la Argentina ―y que en la Argentina había público de rock― fue cuando les exhibieron la filmación de ese recital.
En 1981 el dictador Roberto Viola buscó acercarse a los músicos de rock, con el fin de utilizar la fuerte ascendencia de estos sobre la juventud y mostrar al país su «aflicción» por los problemas que sufrían los jóvenes. En el caso de Serú Girán, el dictador envió a su vocero de prensa, Alfredo Olivera. Charly y Lebón relatan dicha reunión en una entrevista realizada por Víctor Pintos y Roberto Pettinato el 4 de noviembre de 1981, publicada en Radar en el 2000:

David: Hay tipos muy importantes que se han acercado a Seru Giran. Y a mí me copa eso. Porque yo no quiero estar más en el rincón con la guitarrita.
Periodistas: ¿Quiénes son los tipos muy importantes?
David: Tuvimos unas reuniones con un señor Olivera, que es el asesor de Viola en temas de la juventud.
Charly: Cuando el tipo nos dijo “¿Qué pasa, cuáles son sus quejas?”, Daniel Grinbank le dijo que los carteles son muy caros, y yo le dije que tiene que cortarla con la censura. Es bárbaro, entendés, que un tipo como yo no se cague y vaya y le diga que no tiene que haber más censura porque si no nadie va a poder escribir nada y que estamos cagando nuestra cultura. Por ahí hace tres años yo hubiera dicho “No voy, no quiero transar con esta gente”. Y ahora voy y le digo la verdad a este tipo.

Un rumor habitual asocia la canción «Encuentro con el diablo», incluida en el álbum Bicicleta (1980), con dicha cita, sucedida luego de publicado el álbum. Ambos músicos han aclarado que la canción no tiene relación con dicho encuentro y García aclara que la compuso pensando «en el jefe» y que «luego se dio cuenta», al igual que el tema «Los dinosaurios», asociado con los desaparecidos.

### 1981: «Peperina»
Peperina, el cuarto disco de Serú Girán, que se había empezado a grabar en abril, fue lanzado para fines de ese año. El LP fue marcado por las excelentes e impecables composiciones, como Llorando en el espejo, Esperando nacer, Cinema verité, Salir de la melancolía y Peperina. La historia de Peperina es conocida: «Quiero contarles una buena historia / la de una chica que vivió la euforia / de ser parte del rock / tomando té de peperina». El tema trata acerca de una señorita que escribía notas de rock en Córdoba. Siempre que Serú tocaba en esa ciudad, ella calificaba la presentación como «un bochorno». Pese a sus defenestrantes críticas, los estadios se llenaban. Se dice que cuando escuchó «su» tema por primera vez, acotó que Serú Girán seguía sin gustarle, pero que García era «un buen sociólogo».
Con respecto al disco, Charly sostiene que es un adelanto notable en cuanto a la calidad de grabación. Sin embargo, la revista Pelo no se mostró muy conforme con este trabajo.

Peperina no impresiona como un álbum compacto. En él hay canciones que nítidamente se diferencian de nivel, literaria y musicalmente. (...) Tienen marcas familiares de toda la música de Serú: canciones melancólicas, melodías agradables sobresaltadas por algún riff ardiente y las mismas falencias de producción que el grupo arrastra desde su primer trabajo discográfico (...) El disco no decepcionará a los seguidores, pero no tiene la homogeneidad de La grasa... y plantea el interrogante sobre el futuro (...) Llegó el momento difícil: están en la cima y lo que hagan puede hacerlos afirmar o tambalearse.
Revista Pelo, n.º154

Por el contrario, Gloria Guerrero comentaba: «El álbum, por lo poco que pude escuchar de él en un casetito, la gasta, y tal cosa no me sorprende» (Revista Humor, n° 63). En el número siguiente, completa: «...probablemente, "Peperina" no representa un enorme paso al frente luego de su trabajo anterior. Parece, a fuerza de ser sinceros, algo así como un “álbum complementario” de "Bicicleta", aunque más suelto y espontáneo». 
Los días 4, 5 y 6 de septiembre el disco fue presentado en el estadio Obras. En honor al Sgt. Pepper’s de los Beatles, Serú Girán salió a escena con una presentación simple. Esta sencillez permitió que la conjunción música-imagen se diera sin altibajos. En principio, cuando Charly y David compusieron los temas, García pensó que se trataba más de una película que de un LP. Por eso se le ocurrió la idea de poner una pantalla gigante, proyectar vídeos grabados especialmente y que el grupo tocara en penumbras, acompañando a esas imágenes. Lo que impidió la concreción de esta idea fue el techo demasiado bajo del estadio: la pantalla taparía gran parte del escenario y ellos quedarían ocultos casi por completo. La idea fue descartada.
Para despedir el año, tocaron el 25, 26 y 27 de diciembre en el teatro Coliseo, en la Capital Federal. Para esos espectáculos, Charly contrató a las Bay Biscuits, un grupo de teatro-rock integrado por Vivi Tellas, Mayco Castro Volpe, Lisa Wakoluk, Diana Nylon y Fabiana Cantilo (esta sería luego corista estable de Charly). El número iba intercalado en el concierto y fueron recibidas con chiflidos e insultos.

### Enero de 1982: el comienzo del fin
En enero de 1982, Aznar fue convocado por el guitarrista estadounidense Pat Metheny para incorporarse a su banda. Acordaron encontrarse en Estados Unidos, ya que Pedro viajaría al año siguiente para estudiar en la Universidad de Berklee. Esto marcaría el final de la banda.
Las críticas de sus discos coincidían: a Serú, en estudios, le faltaba la fuerza y la energía que tenía en vivo. Fue necesario esperar hasta el final de esta agrupación para conseguir el registro de ese material.

Cuando Pedro me comentó que se iba, me sentí muy mal porque habíamos logrado un grupo que sonaba muy bien. [...] Habíamos conseguido mucha comunicación con la gente [...] Además, se nos estaban abriendo las puertas de Europa y sin él no lo vamos a poder aprovechar. Por otro lado, Pedro es un músico que está muy por sobre el nivel de lo que es la Argentina ahora y era lindo tocar con un tipo así. Pero también me sentí muy bien porque Pedro tiene otras perspectivas de vida y otros gustos musicales. Él quiere realizarse como persona, y me parece bárbaro.
Charly García (revista Pelo, n.º 160, 1982)

Cuando Aznar le anunció al grupo que se iba, todos decidieron tomarse un tiempo para reflexionar. Charly viajó a Brasil para trabajar en su primer disco solista; Lebón se tomó unas vacaciones en Punta del Este; Moro se quedó en Buenos Aires. Al mes siguiente (febrero de 1982), los cuatro se reunieron para una gira por la Costa Atlántica: San Bernardo, Villa Gesell, Necochea, Pinamar, Miramar, Santa Teresita y Mar del Plata. El final de la agrupación estaba cada vez más cerca.
La historia del grupo merecía un broche de oro: un Adiós, Serú Girán; un concierto espectacular que se organizó para los días 6 y 7 de marzo en el estadio Obras Sanitarias.

El grupo sonó como nunca y la labor de los músicos en el escenario no escatimó fervor, a pesar de estar grabando en vivo. Charly, David, Pedro y Oscar ofrecieron un espectáculo sólido, vibrante y emotivo, y en el cual se evidenció un soplo más roquero en el estilo del grupo. Pedro Aznar fue despedido con una ovación porque, a pesar de que sus gustos musicales distaban de los del resto del grupo y del público en general, le dio a Serú (...) un sonido muy particular y distintivo.
Leyendas n.º 7

### 1982: «No llores por mí, Argentina» y separación
El disco No llores por mí, Argentina (1982) terminó siendo una recopilación en vivo de los éxitos más importantes de la banda, con la excepción del tema homónimo y Popotitos, una versión del clásico del rock.

...había tres razones (para esperar este LP). La primera, conservar el último testimonio del trabajo de Pedro Aznar. La segunda, asistir, por fin, al sonido de Serú Girán en vivo. La tercera, tener a mano los temas nuevos: «No llores por mí» y «Pena en mi corazón» [...] Como última obra de Serú Girán-cuarteto, tiene todo el valor histórico y todo el valor que le confiere la indiscutida calidad del grupo.
Gloria Guerrero (revista Humor n.º 84)

«No llores por mí, Argentina» es un tema fuerte, que marca una especie de resumen de época, una suerte de balance ―fue compuesto en 1981, previo a la Guerra de Malvinas, la caída de la Junta Militar y posterior recuperación de la democracia― en un tono de protesta y reproche a la vez, un estilo que tanto rédito le daría a García en los años posteriores.
Si bien en un primer momento se barajó la posibilidad de continuar como trío (Lebón pasó a la doble función de guitarrista y bajista) y, en todo caso, buscar algún reemplazo para las presentaciones en vivo (como reemplazante de Aznar, fue pensado Beto Satragni, de Raíces.), la falta de motivación fue evidente y el proyecto quedó descartado. Lebón trabajaba en su proyecto solista El tiempo es veloz y García ya estaba embarcado en lo que sería su álbum doble Yendo de la cama al living / Pubis angelical.
El 16 de mayo de 1982 miembros de Serú participa del Festival de la Solidaridad Latinoamericana, organizado ante 60 000 personas en el campo de hockey de Obras, para recolectar elementos para los soldados argentinos que combatían en Malvinas y agradecer a los países que habían prestado su apoyo y se habían solidarizado con Argentina. Transmitidos en directo por radio y televisión, se presentaron los músicos más importantes del momento: lo que quedaba del ya disuelto Serú Girán, León Gieco, Spinetta Jade, Raúl Porchetto, Nito Mestre y muchos más.

### 1991-1998: El regreso: «Serú ’92» y otras reuniones
Muchos años y trabajos solistas debieron pasar hasta que Serú se hiciera presente otra vez. Desde mediados de 1991 se comenzó a manejar la posibilidad del retorno. «Se trata de superar un recuerdo ―reflexionaba García por aquella época― Hace mucho que estamos trabajando para no perder la grandeza, para que el tipo que alguna vez vio a Serú Girán lo vuelva a ver y no se decepcione y para que los chicos que no lo vieron tengan un flash».[cita requerida] Eso fue lo que ocurrió. 
En agosto de 1992, tras sortear cuestiones legales, García, Moro, Aznar y Lebón se reunieron para editar Serú '92.  Luego de diez años, este trabajo en estudio fue galardonado antes de salir a la venta, y trae canciones como «Mundo agradable», «No puedo dejar», «A cada hombre, a cada mujer», «Transformación», «Déjame entrar», «Nos veremos otra vez» y «Si me das tu amor».
Fue un éxito comercial, con ventas que superaron las 200 000 copias y multitudinarios conciertos en Córdoba (04-12-92), Rosario (11-12-92), Montevideo (27-12-92) y dos en la Capital Federal (19-12-92 y 30-12-92), estos últimos ante más de 50 000 personas en cada uno, editados en dos nuevos LP. Si bien los músicos no querían convertir su retorno en un negocio ―y menos para otros― esto no quedó al margen de sus planes. El regreso marcaba un récord impensado tiempo atrás: una banda argentina en River.

Terminemos de una buena vez con la división entre el espíritu y la materia. Es todo lo mismo: sentimos un inmenso placer por tocar y eso tiene un precio que mucha gente no dudará en pagar. Una cosa no excluye la otra.
Pedro Aznar al diario Clarín, 3 de mayo de 1992

¿Si era por plata? Claro que era por plata... entre otras cosas. No vamos a tocar en River por nada. Obviamente que te tenés que defender y una vez que estás ahí arriba, algo tenés que hacer. Y creo que la hicimos bastante bien. La plata es un elemento más, si no la tenés, no podés hacer el show.
García a Clarín, 21 de enero de 1993

También quedaba flotando la incógnita sobre si el regreso sería para esos conciertos o si se proseguiría con el proyecto interrumpido de manera abrupta en 1982. Previo a salir al ruedo, nadie se atrevió a confirmar ninguna de las dos posibilidades, quizás porque ni ellos mismos lo supieran. Durante los bises del segundo y último espectáculo de la banda en Buenos Aires, estalló esa pelea latente desde tanto tiempo entre García, de fuerte personalidad y líder natural del grupo, y Lebón, harto de esas ansias de protagonismo. Fue necesaria la mediación de Aznar para que el guitarrista subiera de nuevo al escenario y así, todos juntos, se despidieran de las presentaciones.
Terminó siendo un momento en el cual todos (los de adentro y los de afuera) hicieron de cuenta que el tiempo no había transcurrido. De esa forma, el retorno fue positivo. El estallido de los fuegos artificiales que cerraron el concierto terminó por despertar esa melancólica suposición, para despedir para siempre a la banda.
En 1995 se editó una recopilación, Oro, aprovechando el lanzamiento de la película Peperina, dirigida por Raúl de la Torre y protagonizada por Andrea del Boca en el papel de Patricia Perea (la verdadera Peperina). El filme contiene secuencias documentales del retorno de 1992.
En 1998 en el disco solista de Pedro Aznar Cuerpo y alma, está la canción "Mundo en llamas", con Charly García en guitarras y Oscar Moro en batería (es decir, un 75% de lo que fue Serú Girán).

### 2000-2006:Yo no quiero volverme tan locoy muerte de Oscar Moro
En el 2000, se editó un disco doble en vivo de la banda llamado Yo no quiero volverme tan loco, con un registro de 20 canciones, grabado en el Teatro Coliseo en la Navidad de 1981. Esta grabación fue presentada a Oscar Moro (en 1999) por un fan que la tenía registrada en un casete.
En una de las funciones que García brindó en el Teatro Gran Rex, de la serie titulada «Adiós Charly García (Don’t cry for me, Argentina)» en diciembre de 2002, Charly García invitó al escenario a Pedro Aznar y Oscar Moro. De esta manera, el 75 % de Serú Girán realizó un set de varios temas, brindó a sus seguidores la emoción de ver a casi todo Serú de nuevo en un escenario.
El baterista Oscar Moro falleció en la mañana del 11 de julio de 2006, a los 58 años de edad, en su casa del barrio porteño de Palermo, víctima de una hemorragia estomacal.
El 26 de julio de 2007, a un año de la muerte de Oscar Moro, se reunieron en concierto muchas estrellas de rock, a modo de homenaje, en el que Charly García y Pedro Aznar, tocaron «Desarma y sangra», «Encuentro con el diablo», «Mientras miro las nuevas olas» y «Esperando nacer».

### 2007-actualidad: Reuniones y reediciones
A finales de marzo y principios de abril de 2007, Pedro Aznar y David Lebón se reunieron para una serie de conciertos en el teatro ND Ateneo. En el quinto concierto (viernes 6 de abril) apareció como invitado sorpresa Charly García para tocar «Seminare».
El 30 de abril de 2010, cerca de la medianoche, Lebón y Aznar fueron invitados al último de la serie de recitales que Charly dio en el Luna Park. Tocaron «Seminare». La sorpresiva reunión tuvo una carga emotiva muy grande. Al final del tema, García pidió un aplauso en honor a Oscar Moro.
El 9 de febrero de 2013, en el Cosquín Rock (en Santa María de Punilla, Córdoba), se presentaron como solistas Lebón y Aznar (después de Fito Páez y Andrés Ciro). Charly, quien cerró esa primera jornada del festival, tocó dos canciones de Serú: «Perro andaluz» y «Seminare» ante 40 000 personas.
El 13 de febrero de 2019, en un recital en el Teatro Colón, Aznar invitó a subir a Charly y Lebón para los temas "Confesiones de Invierno" y "A cada Hombre, a cada Mujer".
En noviembre de 2019, se anunció el lanzamiento de una edición remasterizada en vinilo de "La grasa de las capitales", en homenaje a los 40 años del original. La reedición fue posible en el marco de la recuperación del catálogo del sello Music Hall, efectuada por el Instituto Nacional de la Música (Inamu), que consiguió a través de acciones legales hacerse de un catálogo de 2500 discos de artistas nacionales de rock, folclore y tango que se encontraba imposibilitados de circulación, y que volvieron a sus autores originarios. Con motivo del trabajo de remasterización, Aznar, García y Lebón registraron un video que circula en redes sociales.
El 23 de julio de 2020, homenajearon a Aznar por su cumpleaños, con producción de Lito Vitale cantando A cada hombre, a cada mujer, de 1992, junto a otros artistas, comenzando con un emotivo saludo de Charly, y parte de la primera estrofa cantada por Lebón.

## Miembros
- Charly García: Voz, pianos, órganos, sintetizadores, teclados, guitarras y bajo.
- David Lebón: Voz, guitarras, bajo, piano eléctrico y percusión.
- Pedro Aznar: bajos, bajo sin trastes, teclados, guitarras, voz y coros.
- Oscar Moro: Batería, percusión, gong y metrónomos.

## Discografía

### Álbumes de estudio
| Lanzamiento | Título                    | Discográfica |
| 1978        | Serú Girán                | Music Hall   |
| 1979        | La grasa de las capitales | Music Hall   |
| 1980        | Bicicleta                 | SG Discos    |
| 1981        | Peperina                  | SG Discos    |
| 1992        | Serú '92                  | Sony Music   |

### Álbumes en vivo
| Lanzamiento | Título                         | Discográfica |
| 1982        | No llores por mí, Argentina    | SG Discos    |
| 1993        | En vivo (I)                    | Sony Music   |
| 1993        | En vivo (II)                   | Sony Music   |
| 2000        | Yo no quiero volverme tan loco | Sony Music   |

## Premios grupales e individuales
Famoso por su virtuosismo, entre 1978 y 1981 el grupo tanto general como individual ganó varios premios:
- Mejor grupo en vivo.
- Mejor compositor (García).
- Mejor tecladista (García).
- Mejor guitarrista (Lebón).
- Mejor bajista (Aznar).
- Mejor baterista (Moro).
- Grupo revelación de 1978.
- Mejor álbum de 1978 (Serú Girán).
- Mejor tema de 1978 («Seminare»).
- Mejor cantante de 1980 (Lebón).
- Mejor álbum de 1981 (Peperina).
- Mejor cantante de 1981 (Lebón).[28]